# Caracara's
Caracara's zijn een groep valkachtigen die voorkomen op het Amerikaanse continent. Er zijn 10 soorten bekend met de naam "Caracara".

## Kenmerken
Het zijn grote, langpotige vogels, 40-60 cm lang en een spanwijdte van ongeveer 130 cm, met een onbevederd gezicht, een lange nek en een sterke snavel. Ze hebben aan de bovenzijde een voornamelijk zwart verenkleed, terwijl de onderzijde meestal wit is. Hun naakte wangen zijn geel tot rood gekleurd. 

## Leefwijze
Deze omnivore vogels zijn heel sociaal, agressief, maar ook buitengewoon intelligent. Een groot deel van hun tijd scharrelen ze op de grond naar voedsel, vooral kadavers. Ze eten ook reptielen, amfibieën en kleine vogels. De kleinere soorten voeden zich ook met insecten.

## Nestbouw
Het nest wordt meestal hoog in een boom of op een rotsrichel gebouwd, uitgezonderd de kuifcaracara, waarvan het nest zich ook weleens op de grond of in een cactus bevindt.

## Verspreiding en leefgebied
De bekendste soort is de noordelijke kuifcaracara die voorkomt van de Verenigde Staten tot in Zuid-Amerika. Op de Falklandeilanden leven de zuidelijkste soorten: de donkerzwarte falklandcaracara. Ze leven in open of halfopen gebieden.

## Taxonomie

### Informele groep Caracara's
- Geslacht Caracara
  - Caracara lutosa  – guadalupecaracara
  - Caracara plancus  – (noordelijke en zuidelijke) kuifcaracara
- Geslacht Daptrius
  - Daptrius ater  – zwarte caracara
- Geslacht Ibycter
  - Ibycter americanus  – roodkeelcaracara
- Geslacht Milvago
  - Milvago chimachima  – geelkopcaracara
  - Milvago chimango  – chimango
- Geslacht Phalcoboenus
  - Phalcoboenus albogularis  – witkeelcaracara
  - Phalcoboenus australis  – falklandcaracara
  - Phalcoboenus carunculatus  – lelcaracara
  - Phalcoboenus megalopterus  – andescaracara